# Assamczak
Assamczak (Caprolagus) – rodzaj ssaka z rodziny zającowatych (Leporidae).

## Zasięg występowania
Rodzaj obejmuje jeden żyjący współcześnie gatunek występujący w południowej Azji.

## Morfologia
Długość ciała około 480 mm, długość ogona około 53 mm; masa ciała 1,8–3,2 kg. 

## Systematyka

### Etymologia
Caprolagus (Carpolagus): gr. καπρος kapros „dzik”; λαγoς lagos „zając”.

### Podział systematyczny
Do rodzaju należy jeden występujący współcześnie gatunek:
- Caprolagus hispidus (J.T. Pearson, 1838) – assamczak szczeciniasty

Opisano również gatunek wymarły z plejstocenu Jawy:
- Caprolagus lapis (Hooijer, 1964)